# Oligophlebia micra
Oligophlebia micra is een vlinder uit de familie wespvlinders (Sesiidae), onderfamilie Tinthiinae.
Oligophlebia micra is voor het eerst wetenschappelijk beschreven door Gorbunov in 1988. De soort komt voor in het Palearctisch gebied.